# David Norris (homme politique)
Pour les articles homonymes, voir David Norris et Norris.
David Patrick Bernard Norris est un homme politique irlandais indépendant et un militant LGBT. C'est aussi un spécialiste de l'œuvre de James Joyce.

## Biographie
David Norris est connu pour son combat pour la décriminalisation de l'homosexualité en Irlande. Ayant perdu en appel devant la Cour suprême d'Irlande en 1983, il s'est alors tourné vers la Cour européenne des droits de l'homme, qui a déclaré en 1988 que la criminalisation de l'homosexualité allait à l'encontre de la Convention européenne des droits de l'homme (voir Norris c. Irlande). La loi irlandaise a été abolie en 1993.
Il est candidat à la présidence de l'Irlande lors des élections d'octobre 2011, lors de laquelle il a obtenu 6,2 % des suffrages.